# Nikon D5000

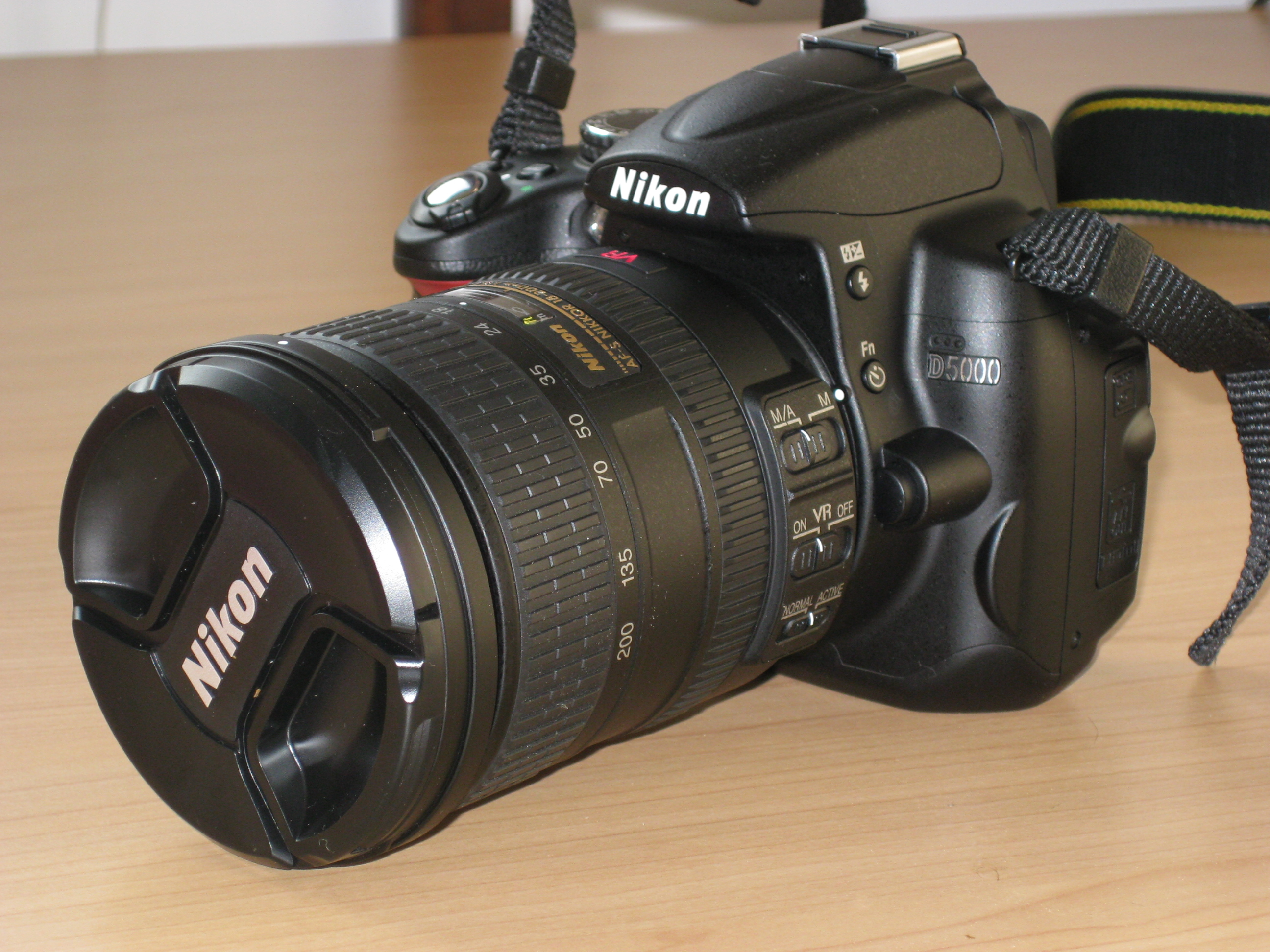

Nikon D5000 — цифровий дзеркальний фотоапарат початкового рівня компанії Nikon. Камера була представлена в 2009 році.
Фотоапарат оснащений матрицею формату Nikon DX з кроп-фактором 1,5 і роздільною здатністю 12,3 мегапікселів (максимальна роздільна здатність знімка — 4288×2848).
Режим автофокуса можлий тільки з об'єктивами з вбудованим мотором (AF-S).
Камера знімає відео з роздільною здатністю: 1280х720, 640х424 і 320х216 (24 кадри за секунду) і записує на карту пам'яті в форматі AVI.